# يو أي زي - 469
مركبة يو أي زي - 469 (بالإنجليزية: UAZ-469)، هي سيارة عسكرية روسية، صنعت خصيصًا للأغراض العسكرية، أنتجت من قبل شركة يو أي زي الروسية وأستخدمت من قبل الجيش السوفيتي في فترة الحرب الباردة، وما زالت هذه المركبة تصدَّر إلى دول العالم المتحالفة مع روسيا الاتحادية، ومنها في العالم العربي: ليبيا وسوريا والعراق.

## الأحداث الشهيرة
- حرب فيتنام
- غزو الكويت
- غزو العراق
- الحرب السوفيتية في أفغانستان
- الحرب في العراق 2014

## وصلات خارجية
- UAZ 469 photos and history
- UAZ company
- UAZ owners group
- Italian owners group
- UAZ tuning Gallery
- Factory Video from the 90s
- Video of Tuned UAZs in extreme off-road على يوتيوب
- Video of stock UAZ from Poland على يوتيوب
- Video of UAZ-469B in the snow